# Novum Testamentum Graece
Novum Testamentum Graece (Novo Testamento Grego), é o título latino da edição crítica ou eclética  impressa do texto do Novo Testamento em grego koiné, elaborada pelo trabalho da crítica textual e publicado oficialmente pela Sociedade Bíblica Alemã (Deutsche  Bibelgesellschaft) e, no Brasil, pela Sociedade Bíblica do Brasil (SBB). Também é conhecido como Nestle-Aland, por causa dos sobrenomes dos seus principais editores.
 

Esse texto crítico, que atualmente está em sua 28ª edição (2012), é usado como base para o Novo Testamento da maioria das traduções modernas das Bíblias.

## Nomes e distinções
"Novum Testamentum Graece" de Nestle-Aland, ou simplesmente Nestle-Aland ou ainda pelas siglas NTG ou NA (p.e., NA28). Essa versão é conhecida por ser uma edição acadêmica, contendo um aparato crítico mais detalhado, por isso é voltada principalmente para pesquisadores.
"The Greek New Testament" (O Novo Testamento Grego, em português) da United Bible Society (UBS), também conhecido pelas siglas GNT ou UBS (p.e., UBS5 ou GNT5). Desde as edições UBS3 e NA26, o texto grego de ambas as versões é essencialmente o mesmo. As diferenças entre o NA e o UBS está na pontuação, divisão do texto, e, principalmente, no aparato crítico que na UBS é mais simplificado contendo somente as variantes mais importantes para o sentido e tradução. Por isso, o texto da edição UBS é normalmente recomendada para tradutores da Bíblia.
Deve ser mencionado que existe uma outra publicação de 1920 também nomeada Novum Testamentum Graece, do católico Heinrich J. Vogels. Essa publicação visava fazer frente ao protestante NTG de Nestle que era constrangedoramente popular no meio católico. Teve mais 3 edições de 1922 a 1955 com o título Novum Testamentum Graece et Latine, pois incluía o texto latino. Outro católico, Augustinus Merk, publicou uma edição crítica em 1933, também chamada de Novum Testamentum Graece et Latine, que serviu de base para a tradução da Bíblia de Jerusalém

## História
Publicações anteriores
A história das edições impressas do Novo Testamento Grego inicia-se com dois homens. A primeira publicação do Novo Testamento Grego foi feito por Erasmo de Roterdão em 1516, o Novum Instrumentum omne, como foi chamado em latim. Embora a primeira edição tenha sido o da Bíblia Poliglota Complutense editada pelo Cardeal Francisco Jiménez de Cisneros, impressa em 1514, mas não publicada até 1520.
Edições críticas modernas
As edições críticas do NT em grego teve grande impulso com as teorias dos estudiosos e editores Brooke Foss Westcott (1825-1901) e Fenton John Anthony Hort (1828-1892) e com a edição e publicação em 1881 de O Novo Testamento no Grego Original (The New Testament in the Original Greek. O texto de Westcortt-Hort é um texto crítico ou eclético colado principalmente a partir de alguns dos mais antigos manuscritos do Novo Testamento em grego. 
As modernas edições gregas do NT estão associadas aos nomes de Eberhard Nestle e de Kurt Aland. A primeira edição de 1898 recebia apenas o nome de Eberhard Nestle. A partir 1952, também o nome de Kurt Aland. A partir da combinação dos sobrenomes desses dois estudiosos, formou-se o termo Nestle-Aland pelo qual esse Texto Crítico é normalmente conhecido. 
O trabalho de Nestle e Aland é continuada pelo "Instituto para Pesquisa Textual do Novo Testamento" (Institut für neutestamentliche Textforschung), vinculado com a Universidade de Münster.

## Histórico de edições

### 1ª edição do NTG de Nestle
Em 1898, Eberhard Nestle editou, a partir de antigos manuscritos, a sua primeira edição crítica do do Novo Testamento Grego, sob o título de Novum Testamentum Graece cum apparatu critico ex editionibus et libris manu scriptis, publicado pela Württembergischen Bibelanstalt de Stuttgart.
A ideia de Nestle ao editar o NTG era divulgar o resultado do trabalho da crítica textual em uma publicação impressa acessível para pesquisadores, estudantes e igrejas.
Nestlé usou como base as três principais edições acadêmicas do Novo Testamento grego: Tischendorf, Westcott-Hort e Weymouth. A partir de 1901, Nestle substituiu o último pela edição de 1894/1900 de Bernhard Weiss. Quando as decisões textuais diferiam entre si, Nestlé escolheu para o texto principal a variante preferida por duas dessas edições, deixando a terceira variante no aparato crítico.

### 4ª edição do NTG de Nestle
A 4ª edição de Nestle de 1903, foi aceita oficialmente no ano seguinte pela Sociedade Bíblica Britânica e Estrangeira, então maior e mais influente sociedade bíblica na época. A partir desse fato, o reinado de quatro séculos do Textus Receptus começou a dar lugar ao texto grego eclético ou crítico nas traduções.

### 10ª edição do NTG de Nestle
Em 1914 foi lançada a 10ª edição do "Nestle", agora continuada por seu filho Erwin Nestle, com varias edições no aparato crítico.

### 13ª edição do NTG de Nestle
A 13ª edição (NA13) de 1927 trouxe melhorias significativas no aparato crítico. Até então o aparato editado por Eberhard Nestle era bem rudimentar, mas, a partir de 1927, seu filho Erwin Nestle preparou um aparato crítico mais substancial com evidências de manuscritos, traduções antigas e citações dos Pais da Igreja, embora isso não tenha sido feito a partir das fontes primárias.

### 21ª edição do NTG de Nestle
Nas edições a partir de 1952 (21ª edição), o nome de Kurt Aland, especialista em história da igreja, passou a estar ligado ao NTG quando se tornou editor associado. Seu trabalho foi fundamental para incrementação do aparato com novas evidências, especialmente os papiros. Desta forma, o texto deixava de estar associado a outras edições críticas e passava a se fjndamentar diretamente nos manuscritos.

### 25ª edição do NTG de Nestle
Em 1963 foi publicada a 25ª edição. A partir desta, Kurt Aland emprestou definitivamente seu nome ao NTG dando origem ao termo Nestle-Aland, pelo qual essa edição crítica é normalmente conhecida hoje. Isso deve-se claramente a grande contribuição dada por Aland às edições.
A contribuição de Aland para o NTG ocorreu no sentido de comparar e revisar as notas do aparato crítico com base nas fontes primárias dos manuscritos gregos, versões antigas e Pais da Igreja.

### 26ª edição do NTG de Nestle-Aland (UBS 3ª edição de 1975)
A 26ª edição de 1979 trouxe uma abordagem fundamentalmente nova. Antes o princípio norteador era adotar o texto apoiado pela maioria das três edições críticas citadas acima (vide 1ª edição de Nestle). A partir da 26ª edição, o texto foi adotado com base nas pesquisas e testemunhas acumuladas até então. Ele incluiu os papiros mais antigos e outros manuscritos descobertos. Desta forma, o texto e aparato da NA26 representava a situação e progresso da crítica textual no século XX.
A partir da 3ª edição do UBS (1975) e 26ª do NA (1979), como fruto do trabalho concomitante da comissão  em ambas as edições, os textos gregos dessas duas publicações se tornaram essencialmente o mesmo até o presente.
O NA26 foi usada como base para a tradução Almeida Revista e Atualizada, 2ª edição de 1993.

### 27ª edição do NTG de Nestle-Aland (UBS 4ª edição)
A 27ª edição do Nestle-Aland (NA27) foi lançada em 1993. O texto da 26ª edição da Nestlé-Aland foi mantido na NA27, porque não foi “considerada uma ocasião apropriada para a introdução de alterações textuais”, mas o aparato crítico passou por uma extensa revisão.

### 28ª edição do NTG de Nestle-Aland (UBS 5ª edição)
Em 6 dezembro de 2012 a Sociedade Bíblica Alemã lançou a 28ª edição do NTG, equivalente a 5ª edição do GNT/UBS).
A 28ª edição da Nestlé-Aland oferece trouxe uma revisão completa do aparato crítico, tornando-o mais claro e fácil de usar. Os recem descobertos manuscritos (Papiros 117 a 127) foram adicionadas ao aparato, bem como as informações da "Editio Critica Maior". As referências cruzadas na margem também foram sistematicamente revistas e complementadas principalmente com referências à literatura judaica antiga.
Essa edição trouxe várias mudanças textuais nas Epístolas Gerais, com mais de 30 alterações.

### 29ª edição do NTG de Nestle-Aland (UBS 6ª edição)
Tem sido divulgado que as novas edições (NA29 / UBS6) estão planejadas para serem publicadas em 2021/2022. Essas edições trarão mudanças principalmente no evangelho de Marcos e em Atos. Também se cogita adaptar a ordem dos livros à ordem da tradição predominante nos manuscritos, onde: Atos precede as Cartas Gerais (Tiago, I e II Pedro, I  II e III João e Judas).